# Lucky McKee

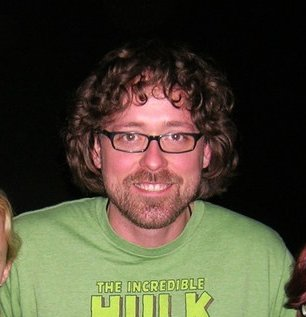
Lucky McKee (2007)

Lucky McKee (* 1. November 1975 in Jenny Lind, Kalifornien als Edward Lucky McKee) ist ein US-amerikanischer Regisseur, Drehbuchautor und Produzent.

## Leben
Lucky McKee wuchs in bescheidenen Verhältnissen auf. Im Alter von zwölf Jahren drehte er mit einer alten Videokamera mit einem Freund gemeinsam erste Amateurfilme. Nach dem Abschluss an der Calaveras High School, zog McKee 1993 nach Los Angeles, um an der University of Southern California’s School of Film-Television zu studieren. 1997 verließ er Los Angeles und kam nach Kalifornien zurück. 2001 drehte er mit Chris Sivertson zusammen den Low-Budget-Horrorfilm All Cheerleaders Die. Es folgten u. a. die Filme May (2002), Red (2008) und The Woman (2011). 2013 erschien das Remake All Cheerleaders Die.  Ende 2014 übernahm er ein Segment des Anthologie-Filmes Tales of Halloween, bei dem auch die Regisseure Darren Lynn Bousman, Axelle Carolyn, Adam Gierasch, Andrew Kasch, Neil Marshall, Mike Mendez, Dave Parker, Ryan Schifrin, John Skipp und Paul Solet mit an Bord sind. Es folgten Blood Money (2017) und Kindred Spirits (2019).

## Auszeichnungen (Auswahl)
Auf dem Sitges Festival Internacional de Cinema Fantàstic de Catalunya wurde McKee 2002 und 2011 jeweils mit dem Preis für das beste Drehbuch ausgezeichnet. Für May wurde ihm auf der Málaga International Week of Fantastic Cinema der Preis für das beste Drehbuch und den besten Film verliehen. Den Premiere Award bekam er 2003 auf dem Festival international du film fantastique in Gérardmer überreicht.

## Filmografie (Auswahl)
Regisseur
- 2001: All Cheerleaders Die
- 2002: May
- 2006: Sick Girl (1 Episode der Serie Masters of Horror)
- 2006: The Woods
- 2008: Red
- 2011: The Woman
- 2013: All Cheerleaders Die
- 2015: Tales of Halloween (Segment Ding Dong)
- 2017: Blood Money
- 2019: Kindred Spirits
- 2019: Deathcember
- 2021: Old Man

Drehbuchautor
- 2001: All Cheerleaders Die
- 2002: May
- 2006: Roman
- 2006: Sick Girl (1 Episode der Serie Masters of Horror)
- 2013: All Cheerleaders Die
- 2015: Tales of Halloween (Segment Ding Dong)

Produzent
- 2001: All Cheerleaders Die
- 2006: Roman
- 2006: The Lost
- 2018: The Man Who Killed Hitler and Then the Bigfoot